# Walther Flechtheim

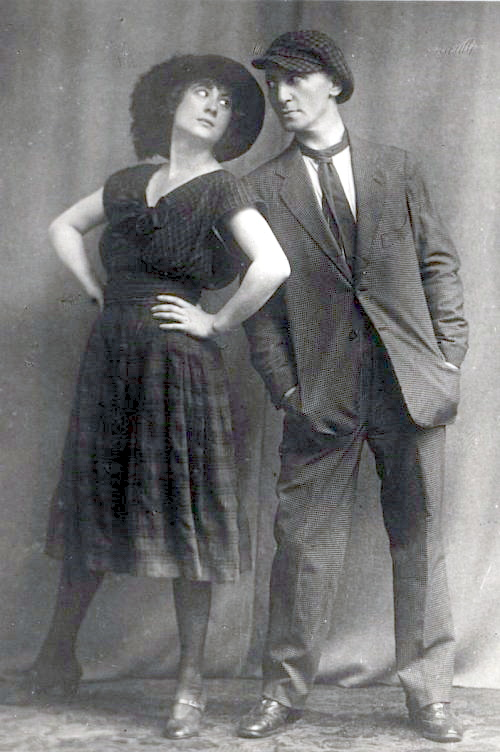
Walther Flechtheim und Hedwig Jordan (ca. 1920)

Walther Flechtheim (* 12. Juli 1881 in Warburg; † 6. März 1949 in London) war ein deutscher Varietékünstler. Mit seiner Frau wurde er unter den Künstlernamen „Monroe & Molly“ überregional bekannt.

## Familie
Walther Flechtheim entstammte der jüdischen Kaufmannsfamilie Flechtheim aus Brakel, die dort im Landwarenhandel tätig war. Sein Vater Salomon „Sally“ Flechtheim (1847–1925) war der Sohn von Jacob Flechtheim (1798–1853), der aus Brakel nach Warburg gezogen war, wo er von seinem Onkel Schaft Ostmann in Warburg ein großes Ackerbürgerhaus in der Bernhardistraße 23 geerbt hatte, in dem er ebenfalls einen Landwarenhandel und eine Privatbank betrieb. Nach Jacobs Tod wurden Haus und Geschäft zunächst von Jacobs Kompagnon und Schwager Ruben Sternau weitergeführt und später von Walthers Vater Sally übernommen.
Parallel dazu erweiterte Walthers Flechtheims jüngerer Großonkel Moses Flechtheim das Brakeler Geschäft und gründete dort die Getreidehandelsfirma M. Flechtheim, die 1870 nach Münster verlagert wurde.

## Leben

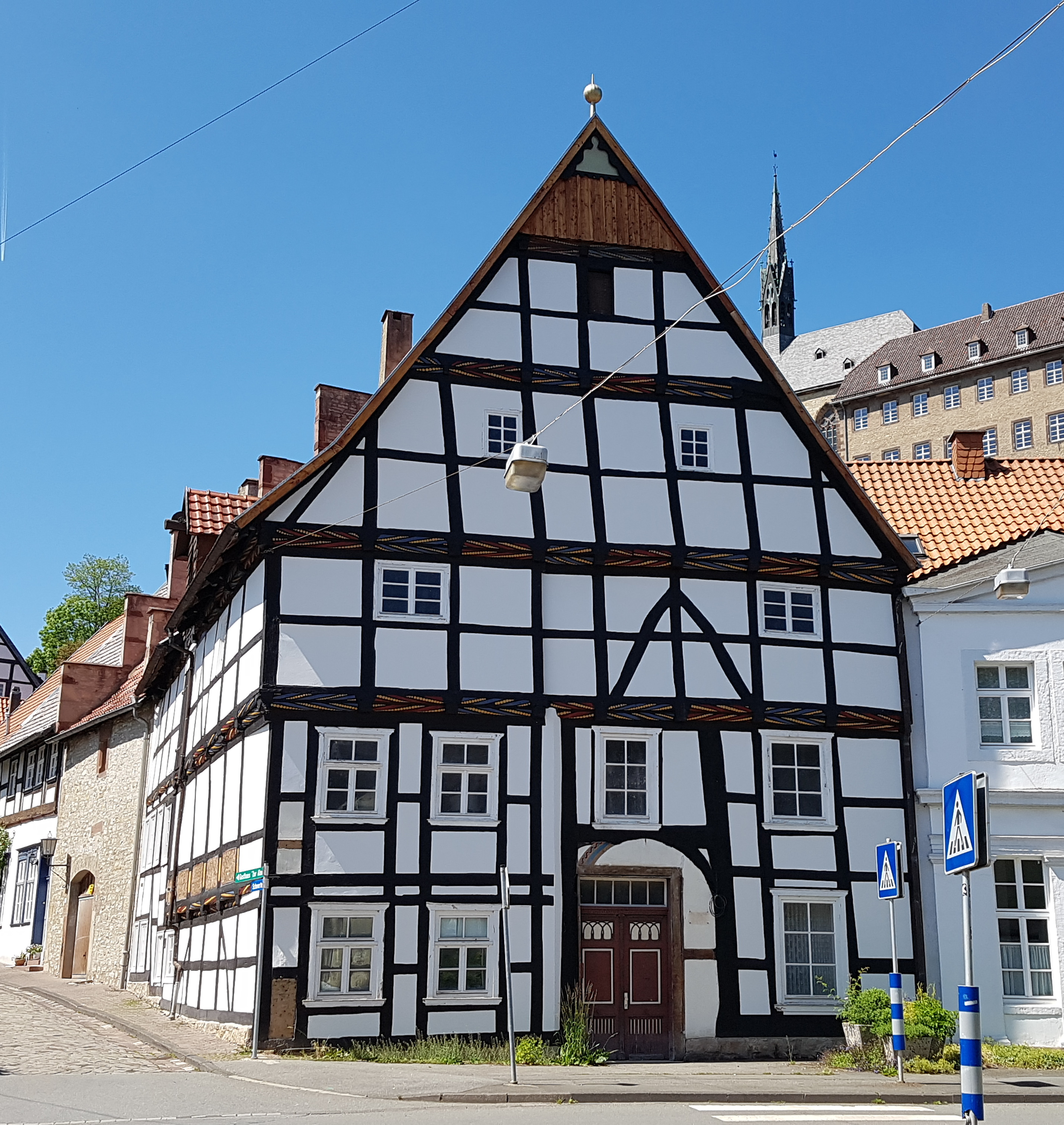
Das Geburtshaus von Walter Flechtheim in Warburg, Bernhardistraße 23 (2013)

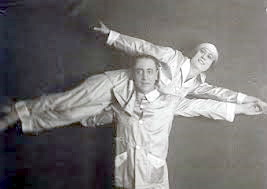
Als Varieté-Künstler "Molly & Monroe" (ca. 1923)

Walther Flechtheim wuchs in der Warburger Altstadt auf. Von dort zog er zunächst nach Dresden. Mit 24 Jahren reiste auf dem Überseedampfer Grosser Kurfürst am 18. Juli 1905 von Bremen in die USA nach New York City. Im Ersten Weltkrieg wurde er eingezogen und als Leutnant entlassen. Danach wandte er sich, wie sein berühmter Großcousin Alfred Flechtheim, der Kunst zu. Er lernte die aus einer protestantischen Arbeiterfamilie im Vogtland stammende 12 Jahre jüngere Tänzerin Hedwig Jordan kennen und entwickelte mit ihr ein Varieté-Programm, das unter dem Namen „Monroe & Molly“ zunächst in Berlin und später deutschlandweit bekannt wurde. Die beiden liebten Jazz und begeisterten mit aufregenden Nummern wie dem Apachen- oder dem Pyjamatanz. 1920 heiratete er seine Partnerin und legte den jüdischen Glauben ab. Danach galt er als das „schwarze Schaf“ der Familie. Im selben Jahr führte ein Engagement im Hotel „Vier Jahreszeiten“ am Ostkorso 8 das Paar nach Bad Oeynhausen. Dort nahm es seinen Hauptwohnsitz und unterhielt während der Sommermonate die Kurgäste mit modernen Tanzaufführungen zu Jazzmusik in selbstgenähten Kostümen. Im Winter gingen sie auf Tournee, traten in Varietés u. a. in Berlin, Halle an der Saale, Gera und Oldenburg auf. Als das Hotel Vier Jahreszeiten 1925 sein Unterhaltungsprogramm einstellte, baute das Paar sich eine eigene Veranstaltungsreihe im Kurhaus Bad Oeynhausen auf und leitete 1926 bis 1932 im Hotel Hohenzollernhof die „HOZO-Künstlerspiele“.
1933 wurde Walther Flechtheim Direktor des Varieté-Theaters „Der Seidenfaden“ in Krefeld, das der Färbereibesitzer Fritz Kress in einem ehemaligen Hotel am Ostwall 103–105 eingerichtet hatte. Ein Schreiben seines dortigen Stellvertreters mit dem Inhalt „Wir wollen mit einem Nichtarier nicht mehr zusammenarbeiten“ führte jedoch kurze Zeit später zu seiner Entlassung auf Grund der Gesetze der Reichskulturkammer. Das Ehepaar erhielt Berufsverbot und flüchtete 1935 nach England. Dort blieb es der Varieté-Kunst treu und leitete eine Künstleragentur mit Unterkunft in London. 1949 starb Walther Flechtheim in London.
In den 1950er-Jahren besuchte Hedwig Flechtheim erstmals wieder Bad Oeynhausen und Berlin. Seit 1960 lebte sie auf der Isle of Man, wo sie 1972 starb. Das Paar wurde auf dem Friedhof am Schwarzen Weg in Bad Oeynhausen bestattet.

## Erinnerungskultur
- 2001 Wanderausstellung und Begleitpublikation des Stadtarchivs Bad Oeynhausen in Bad Oeynhausen (Galerie Artefakt der Volkshochschule), Minden (Stadtbibliothek), Schöneck/Vogtland (Bürgersaal), Detmold (Bezirksregierung), Berlin-Neukölln (Galerie im Saalbau), Krefeld (Villa Merländer/NS-Dokumentationsstelle) und Brakel (Stadtmuseum)